# هوراس بارنز
هوراس بارنز (بالإنجليزية: Horace Barnes)‏ (1 يناير 1890 بشفيلد في المملكة المتحدة - 1 يناير 1961 بمانشستر في المملكة المتحدة) هو لاعب كرة قدم بريطاني (وحمل سابقاً جنسية المملكة المتحدة لبريطانيا العظمى وأيرلندا) في مركز مهاجم داخلي. لعب مع أولدهام أثلتيك وبريستون نورث إيند وديربي كاونتي ومانشستر سيتي.

## وصلات خارجية
- هوراس بارنز على موقع عالم كرة القدم.نت (الإنجليزية)